# Басињак
Басињак (фр. Bassignac) насеље је и општина у централној Француској у региону Оверња, у департману Кантал која припада префектури Морјак.
По подацима из 2011. године у општини је живело 223 становника, а густина насељености је износила 18,66 становника/km². Општина се простире на површини од 11,95 km². Налази се на средњој надморској висини од 412 метара (максималној 671 m, а минималној 359 m).

## Демографија
| 1962. | 1968. | 1975. | 1982. | 1990. | 1999. | 2011. |
| ----- | ----- | ----- | ----- | ----- | ----- | ----- |
| 194   | 276   | 223   | 209   | 208   | 230   | 223   |

График промене броја становника у току последњих година